# Lift Your Skinny Fists Like Antennas to Heaven
Lift Your Skinny Fists Like Antennas to Heaven é o segundo álbum de estúdio da banda de post-rock canadense Godspeed You! Black Emperor. É o único álbum duplo que a banda já lançou, cada disco contendo duas faixas em 9 de outubro de 2000 em vinil pela Constellation e em 8 de novembro de 2000 em CD pela Kranky. Foi listado em várias listas de final de década como um dos melhores álbuns dos anos 2000.

## Antecedentes
Godspeed You! Black Emperor é uma banda de Montreal formada em 1994. A banda é oriunda da cena post-rock canadense, sendo a gravadora Constellation uma parte central dessa cena, embora tanto o fundador da Constellation, Ian Ilavsky, quanto o guitarrista do Godspeed You! Black Emperor, Efrim Menuck, afirmaram que consideram sua música mais punk rock do que post-rock. A produção musical politicamente motivada do Godspeed You! Black Emperor é principalmente instrumental, sendo enquadrada com gravações de campo e manipulação de fitas. Seu trabalho inicial, que levou a Lift Your Skinny Fists Like Antennas to Heaven, "[surgiu] como uma tentativa de misturar divindade e loucura humana na mesma tela sônica", de acordo com Andrew Paul, do The A.V. Club, com a música transmitindo a desesperança e a autodestruição da humanidade.
Godspeed You! Black Emperor lançou três discos na década de 1990: o cassete All Lights Fucked on the Hairy Amp Drooling (1994), o álbum de estúdio F♯ A♯ ∞ (1997) e o EP Slow Riot for New Zero Kanada (1999). A banda também realizava regularmente apresentações ao vivo de três horas de duração, inclusive em grandes cidades como Londres, São Francisco e Nova Iorque. Durante esse período, eles começaram a receber atenção além da cena underground, especialmente da imprensa britânica, com muitas análises críticas de seu trabalho. A própria banda tem evitado entrevistas e material promocional, citando preocupações com a deturpação de seu trabalho na mídia e a perplexidade com o aumento de sua popularidade. Duas exceções notáveis incluem suas entrevistas para a The Wire e a NME, sendo que a última foi uma entrevista de capa, apesar de a capa não apresentar uma foto da banda.
Lift Your Skinny Fists like Antennas to Heaven consiste em quatro faixas de 20 minutos divididas em movimentos: "Storm", "Static", "Sleep" e "Antennas to Heaven". Godspeed You! Black Emperor gravou o álbum no Chemical Sound Studios, em Toronto, em nove dias com o produtor Daryl Smith, com o material extraído das recentes apresentações ao vivo da banda. A instrumentação envolveu instrumentos de corda, guitarras, pianos, estática e, ocasionalmente, gravações de campo. De acordo com Menuck, a composição das faixas se baseou em seus estudos de cinema, comparando a combinação de peças musicais e gravações de campo com a edição de filmes. Em comparação com projetos anteriores do Godspeed You! Black Emperor, Lift Your Skinny Fists like Antennas to Heaven é mais progressivo e esperançoso. O baterista Aidan Girt citou essa mudança de tom ao recente crescimento da economia de Montreal. Em uma entrevista The Guardian em 2012, a banda declarou coletivamente que, ao contrário da crença popular, sua intenção desde o início era criar "música pesada, alegre" que reconhecesse, mas que rejeitasse, a desolação dos tempos contemporâneos. Jeanette Leech argumentou em Fearless: the Making of Post-rock que Lift Your Skinny Fists like Antennas to Heaven representava esse ideal.

## Estrutura e detalhes
As quatro faixas de Lift Your Skinny Fists Like Antennas to Heaven são compostas de movimentos internos nomeados individualmente. O álbum é basicamente instrumental, com exceção de inserções de vozes sampleadas e da abertura de um minuto da faixa 4, intitulada "Moya Sings 'Baby-O'...". Os samples do álbum são frequentemente usados para enviar alguma mensagem satírica, política ou poética. Os painéis internos da edição em vinil lançada pela Constellation contêm um diagrama usado para ilustrar os comprimentos relativos dos movimentos dentro das quatro faixas; cada movimento é desenhado por Efrim Menuck, como um bloco retangular com seu comprimento determinado pela proporção da faixa que ele compreende. Alguns dos blocos são deslocados ligeiramente para cima para mostrar um aumento na intensidade. O título do movimento e o comprimento numérico são indicados acima ou abaixo do quadrado. O mesmo diagrama é fornecido como um encarte de papel na edição em CD da Kranky.
Os desenhos da capa interna foram retirados de "Notes to a Friend; Silently Listening No. 2", de William Schaff, ilustrações retiradas "de uma série de pequenos livros lançados por ele mesmo [Schaff] no final dos anos 90 e no início do século XXI". A capa é uma versão redesenhada, por John Arthur Tinholt, de uma das peças de Schaff dessa série. O verso do vinil contém várias fotografias tiradas pela banda.

## Recepção
| Críticas profissionais | Críticas profissionais |
| Pontuações agregadas   | Pontuações agregadas   |
| Fonte                  | Avaliação              |
| ---------------------- | ---------------------- |
| Metacritic             | 84/100                 |
| Avaliações da crítica  |                        |
| Fonte                  | Avaliação              |
| AllMusic               | [ 26 ]                 |
| Alternative Press      | 5/5                    |
| The Austin Chronicle   | [ 28 ]                 |
| The Guardian           | [ 29 ]                 |
| NME                    | 9/10                   |
| Pitchfork              | 9.0/10                 |
| Q                      | [ 32 ]                 |
| Rolling Stone          | [ 33 ]                 |
| Select                 | 5/5                    |
| Spin                   | 8/10                   |

Em Metacritic, o álbum tem uma pontuação de 84 com base em 13 resenhas, indicando uma "aclamação universal". Pitchfork o chamou de um "trabalho maciço e dolorosamente belo", descrevendo o primeiro disco como "um refinamento do som que se cristalizou no Slow Riot EP" enquanto o segundo disco "flerta com momentos de shoegaze vertiginoso, bateria de rock mais solta e crescendos imprudentes de ruído puro". Alternative Press o chamou de "um grande esforço instrumental que é tão habilidoso e musical quanto improvisado e bagunçado". O The A.V. Club chamou o álbum de "tão belo e desarmante quanto seus antecessores". Tiny Mix Tapes chamou o álbum de "alternadamente hipnótico e cativante, sonolento e surpreendente", comparando seus sons a "um Pink Floyd muito mais sutil". The Austin Chronicle chamou o de "cinematográfico" e "de tirar o fôlego em sua beleza grandiosa".
O álbum foi incluído em várias listas de músicas de fim de ano e de fim de década. O Magnet o incluiu em sua lista dos "20 melhores álbuns de 2000". NME o classificou em 16º lugar na lista dos "50 melhores álbuns do ano". Sputnikmusic o classificou como o 6º melhor álbum dos anos 2000. Pitchfork o classificou como o 5º melhor álbum do ano e o 65º melhor álbum da década. Eles também classificaram o primeiro movimento da faixa 'Storm' em 283º lugar em sua lista das "500 melhores faixas dos anos 2000". Tiny Mix Tapes o classificou em 7º lugar em sua lista dos "100 álbuns favoritos de 2000-2009". LAS Magazine o classificou como o 14º melhor álbum da década. Gigwise incluiu o álbum em sua lista dos 50 melhores álbuns dos anos 2000. Em sua análise do 20º aniversário da cultura pop de 2000, The A.V. Club publicou um artigo sobre esse álbum como um de seus "Permanent Records", com o crítico Andrew Paul escrevendo que ele parece "profético" para ser ouvido no século 21, com o conteúdo "de alguma forma ainda mais aterrorizante, bonito e incrível". Uma visão geral da BBC de 2020 sobre álbuns duplos lista esse álbum como uma "menção honrosa" para lançamentos que o público precisa ouvir. Paste colocou esse álbum em 6º lugar em sua lista de 50 álbuns de post-rock de todos os tempos.

## Faixas
O disco compacto contém duas faixas por disco; o LP duplo, uma faixa por lado. Os tempos de duração dos movimentos individuais foram extraídos da discografia oficial; os tempos de cada movimento aparecem na arte da capa do álbum, mas esses tempos são muito imprecisos. Embora os movimentos das faixas estejam listados, os nomes das quatro faixas que compõem o álbum não estão listados no CD.
| Disco 1        | |                                          |  |
| N.º            | Título | Duração                                  |  |
| 1.             | "Storm" - "Lift Yr. Skinny Fists, Like Antennas to Heaven..." - "Gathering Storm" / "Il Pleut à Mourir [+Clatters Like Worry]" - "'Welcome to Barco AM/PM...' [L.A.X.; 5/14/00]" - "Cancer Towers on Holy Road Hi-Way" | 22:32 - 6:15 - 11:10 - 1:15 - 3:52       |  |
| 2.             | "Static" - "Terrible Canyons of Static" - "Atomic Clock." - "Chart #3" - "World Police and Friendly Fire" - "[...+The Buildings They Are Sleeping Now]"                                                                | 22:35 - 3:34 - 1:09 - 2:39 - 9:48 - 5:25 |  |
| Duração total: | Duração total: | 45:07                                    |  |

| Disco 2        | |                                                        |  |
| N.º            | Título | Duração                                                |  |
| 3.             | "Sleep" - "Murray Ostril: '...They Don't Sleep Anymore on the Beach...'" - "Monheim" - "Broken Windows, Locks of Love Pt. III." / "3rd Part" | 23:17 - 1:10 - 12:14 - 9:53                            |  |
| 4.             | "Antennas to Heaven..." - "Moya Sings 'Baby-O'..." - "Edgyswingsetacid" - "[Glockenspiel Duet Recorded on a Campsite in Rhinebeck, N.Y.]" - "'Attention...Mon Ami...Fa-Lala-Lala-La-La...' [55-St. Laurent]'" - "She Dreamt She Was a Bulldozer, She Dreamt She Was Alone in an Empty Field" - "Deathkamp Drone" - "[Antennas to Heaven...]" | 18:57 - 1:00 - 0:58 - 0:46 - 1:18 - 9:43 - 3:09 - 2:02 |  |
| Duração total: | Duração total: | 42:14                                                  |  |

## Pessoal
Adaptado das notas do encarte e do AllMusic. Os nomes estão em ordem com base nas notas do encarte.

### Godspeed You! Black Emperor
- Sophie Trudeau – violino
- Norsola Johnson – violoncelo
- David Bryant – guitarra elétrica
- Thierry Amar – baixo
- Aidan Girt – bateria
- Mauro Pezzente – baixo
- Bruce Cawdron – bateria
- Roger Tellier-Craig – guitarra
- Efrim Menuck – guitarra

### Outros funcionários
- Daryl Smith – gravação
- Brian Cram – trompa (1a, 3c)
- Alfons – trompa (1a, 3c)

## Tabelas
| Tabela (2000)                             | Melhor posição |
| ----------------------------------------- | -------------- |
| Escócia (Official Scottish Albums)        | 69             |
| Reino Unido (Official Albums Chart)       | 66             |
| Reino Unido (UK Independent Albums Chart) | 5              |